# Gary O'Shaughnessy
Gary O'Shaughnessy is een Iers zanger.

## Biografie
Gary O'Shaughnessy startte met het spelen van gitaar op twaalfjarige leeftijd. Met zijn broer Brian stichtte hij 2 of a Kind, waarmee hij rondtoerde in Ierland, Spanje en het Verenigd Koninkrijk. In 1997, 1999 en 2001 nam hij deel aan de Ierse preselectie voor het Eurovisiesongfestival. Bij zijn derde poging was het raak. Met Without your love mocht hij zijn vaderland vertegenwoordigen op het Eurovisiesongfestival 2001, dat gehouden werd in de Deense hoofdstad Kopenhagen. Daar eindigde hij als 21ste en op twee na laatste, waardoor Ierland een jaar later verplicht thuis moest blijven. Na deze teleurstellende prestatie werd het stil rond O'Shaughnessy. Gary is de oom van Ryan, die zeventien jaar later de eer van Ierland op het songfestival zou gaan verdedigen.  
1965: Butch Moore · 
1966: Dickie Rock · 
1967: Sean Dunphy · 
1968: Pat McGeegan · 
1969: Muriel Day · 
1970: Dana · 
1971: Angela Farrell · 
1972: Sandie Jones · 
1973: Maxi · 
1974: Tina Reynolds · 
1975: The Swarbriggs · 
1976: Red Hurley · 
1977: The Swarbriggs Plus Two · 
1978: Colm Wilkinson · 
1979: Cathal Dunne · 
1980: Johnny Logan · 
1981: Sheeba · 
1982: The Duskeys · 
1984: Linda Martin · 
1985: Maria Christian · 
1986: Luv Bug · 
1987: Johnny Logan · 
1988: Jump the Gun · 
1989: Kiev Connolly & The Missing Passengers · 
1990: Liam Reilly · 
1991: Kim Jackson · 
1992: Linda Martin · 
1993: Niamh Kavanagh · 
1994: Paul Harrington & Charlie McGettigan · 
1995: Eddie Friel · 
1996: Eimear Quinn · 
1997: Marc Roberts · 
1998: Dawn Martin · 
1999: The Mullans · 
2000: Eamonn Toal · 
2001: Gary O'Shaughnessy · 
2003: Mickey Harte · 
2004: Chris Doran · 
2005: Donna & Joe · 
2006: Brian Kennedy · 
2007: Dervish · 
2008: Dustin the Turkey · 
2009: Sinéad Mulvey & Black Daisy · 
2010: Niamh Kavanagh · 
2011: Jedward · 
2012: Jedward · 
2013: Ryan Dolan · 
2014: Can-linn feat. Kasey Smith · 
2015: Molly Sterling · 
2016: Nicky Byrne · 
2017: Brendan Murray · 
2018: Ryan O'Shaughnessy · 
2019: Sarah McTernan · 
2021: Lesley Roy · 
2022: Brooke · 
2023: Wild Youth · 
2024: Bambie Thug · 
2025: Emmy